# Masolino D'Amico
Masolino D'Amico (né en 1939 à Rome) est un écrivain, journaliste, essayiste, critique littéraire, critique théâtral, scénariste et traducteur italien.

## Biographie
Fils de la scénariste Suso Cecchi D'Amico et du musicologue Fedele D'Amico, Masolino D'Amico est l'aîné des trois frères qu'ont eus le couple. Il a étudié à Rome ainsi qu'au Trinity College à Dublin.
Il a traduit en italien plusieurs grands auteurs de la littérature anglaise et américaine, dont Oscar Wilde, Lyman Frank Baum, William Shakespeare, Edwin Abbott Abbott, Samuel Richardson et Lewis Carroll.
En 1968, il collabore au scénario du film de Franco Zeffirelli, Roméo et Juliette, adapté de la tragédie éponyme de William Shakespeare
Il est depuis 1989 critique littéraire au quotidien La Stampa.

## Œuvres

### Scénarios
- 1968 : Roméo et Juliette, de Franco Zeffirelli
- 1972 : L'Assassinat de Trotsky (The Assassination of Trotsky), de Joseph Losey
- 1986 : Otello, de Franco Zeffirelli
- 1999 : Panni sporchi de Mario Monicelli